# Grotowa
Grotowa – część wsi Wołowice w Polsce, położona nad Wisłą w województwie małopolskim, w powiecie krakowskim, w gminie Czernichów.
Dawniej samodzielna miejscowość i gmina jednostkowa.
W latach 1975–1998 należała administracyjnie do województwa krakowskiego.